# USS LST-498
O USS LST-498 foi um navio de guerra norte-americano da classe LST que operou durante a Segunda Guerra Mundial.